# رهدة
الرُّهْدَة جنس نباتات موطنها شرق آسيا ( الصين واليابان وجبال الحملايا والهند الصينية ).  كان يُعتقد منذ فترة طويلة أنه يحتوي على نوع واحد فقط هو رهدة اليابان ولكن الدراسات الحديثة أدت إلى نقل العديد من الأصناف الأخرى إلى الجنس. 